# Isili
Isili település Olaszországban, Szardínia régióban, Cagliari megyében. Lakosainak száma 2442 fő (2023. január 1.). Isili Gesturi, Nuragus, Nurri, Villanova Tulo, Gergei, Laconi, Nurallao és Serri községekkel határos.
Az Isili vasútállomás a Cagliari felé közlekedő rendszeres vonatjáratok végállomása. 

## Népesség
A település lakossága az elmúlt években az alábbi módon változott:
| Lakosok száma | 2708 | 2659 | 2442 |
|               | 2017 | 2018 | 2023 |